# Glenn Barry
Glenn Barry var basisten i det amerikanska power metal/progressiv metal-bandet Kamelot 1992–2009, då han slutade på grund av familjeskäl. Han medverkade under sin aktiva tid i bandet på åtta av Kamelots studioalbum, som den ende tillsammans med grundaren, gitarristen och låtskrivaren Thomas Youngblood. Glenn Barry ersattes 2009 av Sean Tibbetts, som spelade med dem under 2009 års turné. Tibbetts, som var en annan av grundarna av Kamelot, spelade även med dem 1991–1992.

## Diskografi (urval)
Studioalbum med Kamelot
- Eternity (1995)
- Dominion (1997)
- Siege Perilous (1998)
- The Fourth Legacy (1999)
- Karma (2001)
- Epica (2003)
- The Black Halo (2005)
- Ghost Opera (2007)